# 本庄いまい台南公園
本庄いまい台南公園（ほんじょういまいだいみなみこうえん）は、埼玉県本庄市にある公園であり、また空港連絡バスのバス停でもある。

## 交通アクセス
- JR高崎線本庄駅より3.6km
- JR上越新幹線本庄早稲田駅より1.6km
- 関越自動車道　本庄児玉インターチェンジより500m

### 鉄道駅からのアクセス
- 朝日バス　本庄駅南口-児玉折返し場　四方田停留所より徒歩300m

アクセス可能な唯一の公共交通機関である。本庄早稲田駅には立ち寄らないので、鉄道から乗り継ぐ場合は本庄駅を利用しなければならない。

### 自動車でのアクセス
- 国道462号四方田交差点より300m

四方田交差点は、本庄児玉インターチェンジの流出入路の取り付け部分に隣接している。

## 公園
本庄いまい台産業団地の一角に設けられた地下に防災用貯水槽がある芝生の公園である。公園を囲むように植林があり、数箇所にベンチも設置されている。昼時には、周辺の事業所社員が休憩する姿も見られる。
- 設置施設（いずれも入口付近に設置されている）
  - 公衆トイレ
  - 公園利用者用無料駐車場（終日無人）

## バス停
バス停は本庄いまい台南公園入口に位置し、屋根付の利用者用ベンチが設置されている。トイレや駐車場は公園用と兼用している。ただし、駐車場は、アザレア号乗客の便宜を図るため、自家用車による送迎の際、乗降や荷物の積み下ろしなど短期間の利用は問題ない。一方、海外旅行に伴う長期間の駐車は、成田空港への往復にアザレア号を利用する場合であっても、設置目的や駐車可能台数、車上荒らしなどの防犯上の理由により、推奨されていない。
無人であるが、関越交通係員が成田空港行きの出発に立ち会う。この係員は、アザレア号と別行動でバスに先立って到着し、本バス停からの乗客について予約名簿の照合や、トランクに積み込む荷物の整理を行う。乗車券の発行業務は原則行わないので、事前に代売所やコンビニなど発売箇所で購入する必要がある。
- 停車するバス
  - アザレア号（関越交通と千葉交通の共同運行）

本バス停では、成田空港行は乗車のみ、渋川営業所行きは降車のみ取り扱う。